# Comisión de Modernización del Lenguaje Jurídico
La Comisión de Modernización del Lenguaje Jurídico es una comisión española creada por acuerdo del Consejo de Ministros de 30 de diciembre de 2009, para elaborar un informe que permita la modernización del lenguaje jurídico, en especial, en la Administración de Justicia. 
Concretamente, se establecía en la resolución que la creaba que la comisión tenía como mandato la elaboración de un informe que analizara la situación actual del lenguaje empleado por los profesionales del Derecho y que debía llevar a cabo la elaboración de aquellas recomendaciones que se estimaran necesarias para su mejora. Asimismo, la Comisión tenía el deber de identificar e impulsar las acciones pertinentes para que el lenguaje jurídico sea más comprensible para la ciudadanía. El plazo para el cumplimiento de este mandato era de doce meses a contar desde su primera reunión y concluyó a comienzos del año 2011.
La Comisión constaba de ocho expertos o vocales elegidos por razón de su dilatada experiencia y sus conocimientos en los ámbitos jurídico y lingüístico y estuvo presidida por el Secretario de Estado de Justicia, Juan Carlos Campo Moreno actuando como vicepresidente Víctor García de la Concha, en su condición de director de la Real Academia Española. Se ha integrado la Comisión por los periodistas Álex Grijelmo, Presidente de la Agencia EFE, Gabriela Cañas (Diario El País) y Maria Peral Parrado (Diario El Mundo), la catedrática de la Universidad de Alcalá de Henares, Mercedes Bengoechea Bartolomé, la Portavoz del Consejo General del Poder Judicial, Gabriela Bravo Sanestanislao, el presidente del Consejo General de la Abogacía Española, Carlos Carnicer Díez, el académico de la Real Academia Española y gramático Salvador Gutiérrez Ordóñez y el Fiscal Superior de Andalucía, Jesús García Calderón.
Tras haber concluido sus trabajos, con fecha 20 de septiembre de 2011, fue presentado por el ministro de Justicia Francisco Caamaño Domínguez y por el director de la Real Academia Española,  José Manuel Blecua, el Informe elaborado por la Comisión que contiene Recomendaciones dirigidas a los profesionales y a las instituciones, así como una Recomendación Asociada que está dirigida a los medios de comunicación. Señala el Informe, al analizar el nuevo "derecho a comprender", quizá su aportación más ambiciosa, que "una justicia moderna es una justicia que la ciudadanía es capaz de comprender". El informe establece la necesidad de crear una comisión, a través de un convenio de colaboración suscrito con la Real Academia Española, que tenga la finalidad principal de fomentar el buen uso del lenguaje jurídico e impulse el desarrollo de las recomendaciones que han sido realizadas desde la Comisión.

## Antecedentes
No ha sido la primera iniciativa de esta naturaleza. Ya en el año 2003, la Orden del Ministerio de Justicia 3126/2003, de 30 de octubre, había previsto la creación de una Comisión de Estudio con el encargo de elaborar, en el plazo de cuatro meses, un informe que sirviera para promover un proceso de renovación y modernización del lenguaje utilizado por el conjunto de los operadores jurídicos y por el propio legislador . Esta Comisión nunca llegó a constituirse y no pudo, por tanto, iniciarse la ambiciosa tarea que había sido marcada por el Gobierno. Cabría indicar que la puesta en marcha de esta iniciativa resultaba, cuando menos desde el punto de vista administrativo, quizá demasiado compleja al establecer hasta veinte vocalías y el auxilio de una Secretaría Técnica.

## Comisión para la Claridad del Lenguaje Jurídico
Siguiendo una de las Recomendaciones más relevantes de la Comisión, a través de un Convenio Marco de Colaboración suscrito en Madrid el 21 de diciembre de 2011 por la Real Academia Española, la Real Academia de Jurisprudencia y Legislación, el Ministerio de Justicia, la Fiscalía General del Estado, el Consejo General de la Abogacía Española, el Consejo General de Procuradores y la Conferencia de Decanas y Decanos de las Facultades de Derecho de España, fue creada la "Comisión para la Claridad del Lenguaje Jurídico"  que tiene la misión, entre otros fines, de elaborar un Plan de Trabajo bianual que sirva para hacer realidad el nuevo derecho a comprender, así como la concesión de premios por el buen uso del lenguaje jurídico.